# شارلوت لوكاس
شارلوت لوكاس (بالإنجليزية: Charlotte Lucas)‏ هي ممثلة بريطانية، ولدت في 1976.

## وصلات خارجية
- شارلوت لوكاس على موقع IMDb (الإنجليزية)
- شارلوت لوكاس على موقع قاعدة بيانات الفيلم (الإنجليزية)